# Фадхілі – PS-1
Фадхілі – PS-1 – трубопровід, що є частиною інфраструктури газопереробного заводу Фадхілі, який діє на сході Саудівської Аравії.
В 2019 році почалось введення в дію ГПЗ Фадхілі, для видачі товарного газу з якого призначені трубопроводи Фадхілі – Васіт та Фадхілі – PS-1. В останньому випадку проклали газопровід довжиною 204 км та діаметром 1400 мм, який носить назву FDEWG-1 (Fadhili East West Gas-1) та прямує до району насосної станції №1 (Pumping Station 1, PS-1) на трасі нафтопровідного коридору Абкайк – Янбу. Тут він сполучається із газопроводом Шедгам – Ер-Ріяд, який в межах єдиного проекту підсилили третьою ниткою.